# Grand Prix automobile de France 1948
Le Grand Prix de l'Automobile Club de France 1948 est un Grand Prix qui s'est tenu sur le circuit de Reims-Gueux le 18 juillet 1948.

## Classement de la course
| Pos. | Pilote                         | Écurie                | Châssis           | Tours | Temps/Abandon   | Grille |
| ---- | ------------------------------ | --------------------- | ----------------- | ----- | --------------- | ------ |
| 1    | Jean-Pierre Wimille            | Alfa Romeo            | Alfa Romeo 158    | 64    | 3 h 1 min 7 s 5 | 1      |
| 2    | Consalvo Sanesi                | Alfa Romeo            | Alfa Romeo 158    | 64    | + 24 s 5        | 3      |
| 3    | Alberto Ascari                 | Alfa Romeo            | Alfa Romeo 158    | 64    | + 48 s 5        | 2      |
| 4    | Gianfranco Comotti             | Privé                 | Talbot-Lago T26C  | 62    | + 2 tours       |        |
| 5    | « Raph »                       | Écurie Naphtra Course | Talbot-Lago T26C  | 62    | + 2 tours       |        |
| 6    | Louis Rosier                   | Écurie Tricolore      | Talbot-Lago T26C  | 60    | + 4 tours       |        |
| 7    | Tazio Nuvolari Luigi Villoresi | Scuderia Ambrosiana   | Maserati 4CLT-48  | 59    | + 5 tours       |        |
| 8    | Eugène Chaboud                 | Écurie Gersac         | Delahaye 135S     | 59    | + 5 tours       |        |
| 9    | Louis Chiron                   | Écurie France         | Talbot-Lago T26SS | 49    | + 15 tours      |        |
| 10   | Charles Pozzi                  | Privé                 | Talbot-Lago T26SS | 45    | + 15 tours      |        |

## Pole position et record du tour
- Pole position :  Jean-Pierre Wimille (Alfa Romeo).
- Record du tour :  Jean-Pierre Wimille (Alfa Romeo) en 2 min 41 s 2.